# Ейморі (Міссісіпі)
Ейморі (англ. Amory) — місто (англ. city) в США, в окрузі Монро штату Міссісіпі. Населення — 6666 осіб (2020).

## Географія
Ейморі розташоване за координатами 33°58′55″ пн. ш. 88°28′57″ зх. д. / 33.98194° пн. ш. 88.48250° зх. д. (33.981846, -88.482607).  За даними Бюро перепису населення США в 2010 році місто мало площу 34,03 км², з яких 32,47 км² — суходіл та 1,56 км² — водойми.

## Демографія
Згідно з переписом 2010 року, у місті мешкало 7316 осіб у 2999 домогосподарствах у складі 1979 родин. Густота населення становила 215 осіб/км².  Було 3351 помешкання (98/км²).
Расовий склад населення:
| - 69,5 % — білих - 29,0 % — чорних або афроамериканців - 0,2 % — корінних американців - 0,2 % — азіатів |

До двох чи більше рас належало 0,7 %. Частка іспаномовних становила 1,4 % від усіх жителів.
За віковим діапазоном населення розподілялося таким чином: 24,5 % — особи молодші 18 років, 55,5 % — особи у віці 18—64 років, 20,0 % — особи у віці 65 років та старші. Медіана віку мешканця становила 40,6 року. На 100 осіб жіночої статі у місті припадало 81,9 чоловіків;  на 100 жінок у віці від 18 років та старших — 77,1 чоловіків також старших 18 років.
Середній дохід на одне домашнє господарство  становив 47 791 долар США (медіана — 35 394), а середній дохід на одну сім'ю — 55 144 долари (медіана — 42 488). Медіана доходів становила 41 912 долари для чоловіків та 25 583 долари для жінок. За межею бідності перебувало 23,3 % осіб, у тому числі 42,8 % дітей у віці до 18 років та 14,7 % осіб у віці 65 років та старших.
Цивільне працевлаштоване населення становило 2506 осіб. Основні галузі зайнятості: освіта, охорона здоров'я та соціальна допомога — 25,6 %, виробництво — 23,8 %, роздрібна торгівля — 12,8 %, мистецтво, розваги та відпочинок — 6,9 %.